# Programa Nacional de Atividades Espaciais
O Programa Nacional de Atividades Espaciais (PNAE), é o principal instrumento de planejamento e programação por períodos decenais da Política Nacional de Desenvolvimento das Atividades Espaciais (PNDAE), instituída pelo Decreto n.º 1.332, de 8 de dezembro de 1994.
É a Política Nacional de Desenvolvimento das Atividades Espaciais que estabelece objetivos e diretrizes para os programas e projetos nacionais relativos à área espacial.
A responsabilidade pela coordenação e atualizações do Programa Nacional de Atividades Espaciais é da AEB.

## 1977
No primeiro Seminário de Atividades Espaciais (SAE), realizado no Rio de janeiro, são lançadas as bases do PNAE para o primeiro período.

### 1978-1985
Os principais projetos previstos para esse período foram os seguintes:
- Desenvolvimento, construção e colocação em órbita de um conjunto completo de satélites nacionais
- Através de um veículo lançador, também brasileiro, o VLSS (Veículo Lançador de Satélites a Propelente Sólido)

Os dois primeiros anos, 1978-79, seriam dedicados a formação de recursos humanos e busca de orçamento.

## 1994-1996 - Revisão
Uma grande restruturação ocorreu nesse período:
- Estabelecimento da Política Nacional de Desenvolvimento das Atividades Espaciais (Pndae) em 8 de dezembro de 1994
- Em 10 de julho de 1996, ficou definido que a AEB seria o órgão coordenador geral do Sistema Nacional de Desenvolvimento das Atividades Espaciais (Sindae).

## 2004 - Revisão
Uma grande avaliação e revisão do PNAE ocorreu em 2004 sendo publicada em 2005. 

### 2005-2014
Esta foi a terceira edição do PNAE, os dois principais objetivos eram:
- Consolidação do CLA e comercialização de lançamentos a partir dele
- Finalizar o desenvolvimento do VLS para satélites de 600 kg em órbitas de 800 km [5]

## 2009-2010 - Revisão
Uma grande avaliação e revisão do PNAE ocorreu entre 2009 e 2010

## 2012-2021
O PNAE tem a sua quarta edição para o período de 2012 a 2021.

### 2013
Os principais projetos previstos para 2013, são os seguintes: 
- Lançamento do satélite CBERS-3;
- Lançamento do VLS-1 VSISNAV;
- Lançamento do SARA Suborbital I.

### 2014 em diante
Outros projetos citados, são os seguintes: 
- Satélite CBERS-4 (2014);
- Satélite SGDC-1 (2014);
- Satélite Amazônia-1 (2015);
- SARA Suborbital II (2015);
- Satélite Científico Lattes (2018);
- Veículo Lançador de Satélites – VLS-1 XVT-02 (2014);
- Veículo Lançador Cyclone-4 (2014);
- Veículo Lançador de Satélites – VLS-1 V04 (2015);
- Veículo Lançador de Microssatélites - VLM-1 V01 (2015);
- VLS Alfa (2018)

## 2022 - 2031
Em 2021, foi publicada a quinta versão do programa, relativa ao período do ano de 2022 ao ano de 2031. 
Essa edição foi mais completa e teve sua estrutura mais detalhada que as versões anteriores, dividida em três dimensões: estratégica, tática e setorial.

### Dimensão Estratégica
Nessa seção, detalha-se a visão de futuro do programa: Ser o país sul-americano líder no mercado espacial; os fatores críticos para o fortalecimento do Setor Espacial Brasileiro; e os Objetivos Estratégicos de Espaço - OEEs, listados abaixo:
1. Estabelecer, desenvolver e manter um Programa Espacial Brasileiro de Estado, com garantia de recursos de curto, médio e longo prazos
2. Promover o atendimento efetivo às necessidades da sociedade e do Estado em geral
3. Desenvolver a indústria nacional de maneira a consolidá-la competitivamente nos mercados de bens e de serviços espaciais e a gerar benefícios socioeconômicos ao País
4. Estimular negócios e empreendedorismo no setor privado nacional para o desenvolvimento e para a utilização de bens e de serviços espaciais
5. Fomentar o desenvolvimento de competências científica, tecnológica e de inovação para o setor espacial
6. Garantir a não dependência no desenvolvimento e no controle dos sistemas espaciais nacionais
7. Consolidar de forma ativa, em todos os setores da sociedade, o entendimento sobre os benefícios diretos e indiretos, existentes e potenciais, do setor espacial para o Brasil

### Dimensão Tática
Essa dimensão traz direcionamentos e diretrizes para organizar a atuação do setor, além de apresentar quais são as prioridades que devem ser consideradas ao longo do desenvolvimento do programa, os setores-chave que representam oportunidades de projetos e missões, os Eixos de Atuação dentro de cada OEE, a base para a criação dos Programas Setoriais, e as iniciativas que devem nortear as Cooperações internacionais.

### Dimensão Setorial
O terceiro segmento é o mais extenso, primeiro trazendo cinco cenários que podem ocorrer de acordo com o nível de investimentos feitos no setor. Em seguida, descreve as Iniciativas Estruturantes que procuram contribuir para que o Setor Espacial Brasileiro robusteça a sua atuação, são elas:
- Procedimento para Seleção e Adoção de Missões Espaciais (ProSAME[8] - criado pela Portaria Nº 857, de 25 de maio de 2022[9])
- Observatório do Setor Espacial Brasileiro, disponível em https://observatorio.aeb.gov.br/
- Centro Espacial de Alcântara
- Programa de Desenvolvimento Integrado para o Centro Espacial de Alcântara[10]
- Constelação Catarina[11]
- Programa Incuba Espaço
- Câmara de Demandas Federais
- Mapeamento das Tecnologias Espaciais Brasileiras[12]
- Rota Tecnológica
- Programa UNIESPAÇO[13]
- Rede de Estudos Estratégicos
- Programa Artemis
- Programa AEB Escola[14]
- Programa de Apoio às Atividades de Normalização e à Qualidade na Área Espacial
- Programa de nanossatélites acadêmicos
- Cooperação BRICS
- Programa Microgravidade[15]

Depois disso, expõe a Carteira de Execução, que compreende projetos em andamento no contexto orçamentário da AEB, citando as missões espaciais em operação, as missões de nanossatélites e os objetos de acesso ao espaço. Para complementar, aprensenta-se como ficaria a linha do tempo das missões desenvolvidas em cada um dos cenários citados anteriormente.

A conclusão dessa dimensão vêm com a lista de missões presente na carteira de admissão do PNAE, na época da elaboração do texto. Pode-se acessar o conteúdo atualizado da Carteira de Admissão no sítio eletrônico do ProSAME: https://observatorio.aeb.gov.br/prosame .